# Liste des pavillons d'Expo 67
 (août 2023).
Si vous disposez d'ouvrages ou d'articles de référence ou si vous connaissez des sites web de qualité traitant du thème abordé ici, merci de compléter l'article en donnant les références utiles à sa vérifiabilité et en les liant à la section « Notes et références ».
L'Exposition universelle de 1967 de Montréal présentait 90 pavillons sur le thème de Terre des hommes, inspiré de Terre des hommes d'Antoine de Saint-Exupéry.
Les pavillons se divisaient en pavillons nationaux, thématiques et commandités.
Le tableau suivant présente la liste des pavillons triés par nom.
| Pavillon                                    | Type                | Localisation      | Architecte                                                                                        | Commentaire | Image |
| ------------------------------------------- | ------------------- | ----------------- | ------------------------------------------------------------------------------------------------- | --- | ----- |
| Acier                                       | Pavillon commandité | Île Notre-Dame    | Cabinet Mathers et Haldenby                                                                       | Pavillon entièrement fait d'acier d'une hauteur équivalente à un immeuble de dix étages, commandité par quatre grands groupes sidérurgiques canadiens.                                                                                              |       |
| Administration et presse                    | Pavillon réservé    | Cité du Havre     | Irving Grossman                                                                                   | Bâtiment du personnel d'administration et pour les services aux organes de diffusion. |       |
| Afrique                                     | Pavillon national   | Île Notre-Dame    | John Andrews                                                                                      | Panorama culturel de 15 pays d'Afrique : le Cameroun, la République démocratique du Congo, la Côte d'Ivoire, le Gabon, le Ghana, le Kenya, Madagascar, le Niger, le Nigeria, l'Ouganda, le Rwanda, le Sénégal, la Tanzanie, le Tchad et le Togo.    |       |
| Air Canada                                  | Pavillon commandité | Île Sainte-Hélène | Cabinet Crang et Boake                                                                            | Pavillon consacré à l'histoire de l'aviation. |       |
| Allemagne (République fédérale allemande)   | Pavillon national   | Île Notre-Dame    | Rolf Gutbrod, Frei Otto                                                                           | Innovation architecturale formée de mâts et de toiles, le pavillon s'intéresse à l'art, la science, l'économie et la société allemande. |       |
| Aquarium Alcan                              | Attraction          | La Ronde          | George F. Eber                                                                                    | Attraction commanditée par la compagnie Alcan et consacrée à la vie aquatique. |       |
| Australie                                   | Pavillon national   | Île Notre-Dame    | J. C. Maccormick                                                                                  | Pavillon en forme de pyramide inversée et tronquée, reposant sur des piliers en acier et en béton. |       |
| Autriche                                    | Pavillon national   | Île Sainte-Hélène | Karl Schwanzer                                                                                    | Bâtiment formé de motifs géométriques évoquant les facettes d'un cristal et symbolisant les beautés de l'Autriche. |       |
| Belgique                                    | Pavillon national   | Île Sainte-Hélène | René Stapels                                                                                      | Pavillon de brique et de verre autour d'un patio orné d'une fontaine. |       |
| Birmanie                                    | Pavillon national   | Île Notre-Dame    | Harry Aung                                                                                        | Construction de style birman, consacré à l'homme et l'amitié, orné de laques, de dorures, de sculptures sur bois et de peintures murales sur la vie des Birmans.                                                                                    |       |
| Brasseries                                  | Pavillon commandité | Île Sainte-Hélène | Cabinet Fairfield et Dubois                                                                       | Pavillon commandité par l'Association des Brasseries du Canada et consacré à l'art du brassage. |       |
| Canada                                      | Pavillon national   | Île Notre-Dame    | Cabinet Ashworth, Robbie, Vaughan et Williams; Paul Schoeler; Matt Stankiewicz                    | La pavillon canadien s'articule autour d'une pyramide inversée nommée Katimavik, mot Inuit signifiant lieu de réunion. |       |
| Canadien National                           | Pavillon commandité | Île Notre-Dame    | Cabinet John B. Parkin (en)                                                                       | Bâtiment formé d'un ensemble de polyèdres en acier et en plastique, sur le thème Le temps et le mouvement. |       |
| Canadien Pacifique                          | Pavillon commandité | Île Notre-Dame    | Cabinet Dobush, Stewart, Bourke, Longpré, Marchand et Goudreau                                    | Pavillon commandité par le Canadien Pacifique-Cominco contenant une salle de cinéma multi-écrans et une salle d'exposition. |       |
| Centre du Commerce International, Expo-Club | Pavillon réservé    | Cité du Havre     | Roger D'Astous, Jean-Paul Pothier                                                                 | Bâtiment dédié à des rencontres pour les industriels et les hommes d'affaires. |       |
| Centre international de la radiotélévision  | Pavillon réservé    | Cité du Havre     | Roger D'Astous, Jean-Paul Pothier                                                                 | Centre de diffusion réservé aux radiodiffuseurs des pays participants. |       |
| Ceylan (Sri Lanka)                          | Pavillon national   | Île Notre-Dame    | V. Kandavel                                                                                       | Le bâtiment s'inspire du style de la salle d'audience de la ville de Kandy au Sri Lanka. |       |
| Chine                                       | Pavillon national   | Île Sainte-Hélène | C. C. Yang                                                                                        | Le bâtiment est construit dans le style et l'ornementation de la Chine. |       |
| Chrétien                                    | Pavillon thématique | Île Notre-Dame    | Roger D'Astous, Jean-Paul Pothier                                                                 | Le bâtiment est né de la participation des églises catholique romaine, unie du Canada, anglicane, presbytérienne, luthérienne, baptiste, grecque-orthodoxe et ukrainienne-grecque orthodoxe du Canada.                                              |       |
| Communautés européennes                     | Pavillon thématique | Île Notre-Dame    | Cabinet Crivelli, Serafini-Pozzi, Bowenter                                                        | Le bâtiment construit en acier évoque un diamant et rappelle l'origine de la Communauté européenne formée autour du charbon et de l'acier pour devenir le premier marché commun.                                                                    |       |
| Corée                                       | Pavillon national   | Île Sainte-Hélène | Kim Swoo Geun                                                                                     | Pavillon construit dans le style d'un manoir traditionnel avec un revêtement extérieur et une ossature en bois. Une colonne, faite de billes de bois superposées et alternées dans les deux sens, renvoie au thème du pavillon: La main de l'homme. |       |
| Cuba                                        | Pavillon national   | Île Notre-Dame    | Cabinet Baroni, Garatti, Da Costa                                                                 | Le bâtiment est formé de modules géométriques symbolisant la jeunesse, la vigueur, l'ouverture d'esprit et le dynamisme de la révolution cubaine.                                                                                                   |       |
| État du Maine                               | Pavillon national   | Île Sainte-Hélène | Robert E. Armitage                                                                                | Pavillon construit dans un style évoquant le passé colonial de l'État. |       |
| État de New York                            | Pavillon national   | Île Sainte-Hélène | Cabinet Felix Stephen Gula                                                                        | Un carrousel surmonté de six tours rappelle l'accueil et l'amitié de l'État de New York. |       |
| État du Vermont                             | Pavillon national   | Île Sainte-Hélène | Peter M. Acres                                                                                    | Entièrement fabriqué à partir de matériaux du Vermont, le pavillon évoque les chalets rustiques de l'État ainsi que ses reliefs montagneux. |       |
| États-Unis                                  | Pavillon national   | Île Sainte-Hélène | Richard Buckminster Fuller                                                                        | Dôme géodésique formé d'alvéoles transparentes, d'une hauteur de vingt étages et d'un diamètre de 76 m. |       |
| Éthiopie                                    | Pavillon national   | Île Notre-Dame    | Jacques Benoit-Barnet                                                                             | Le pavillon est en forme de tente surmontée d'une tête de lion, un symbole de l'Éthiopie. Quatre obélisques de l'antique ville d'Aksoum sont disposés à l'entrée du pavillon.                                                                       |       |
| Expo-théâtre                                | Salle de spectacle  | Île Notre-Dame    |                                                                                                   | Salle de spectacle. |       |
| France                                      | Pavillon national   | Île Notre-Dame    | Jean Faugeron, architecte concepteur (Paris) et André Blouin, architecte associé (Montréal)       | Le pavillon, circulaire, composé de 9 niveaux autour d'un vide central, est construit en acier et béton, habillé de lames brise-soleil en aluminium. Il présente la plus grande surface de plancher des pavillons de l’Expo 67.                     |       |
| Génie créateur de l'Homme                   | Pavillon thématique | Cité du Havre     | Cabinet Gauthier et Guité; Gilles Côté, John Bland                                                | Pavillon thématique regroupant les thèmes suivants : Les beaux-arts; La photographie; L'esthétique industrielle; La sculpture. |       |
| Grande-Bretagne                             | Pavillon national   | Île Notre-Dame    | Basil Spence                                                                                      | Une tour affichant le symbole de l'Union Jack domine le pavillon entouré de bassins d'eau évoquant l'île de la Grande-Bretagne. |       |
| Grèce                                       | Pavillon national   | Île Notre-Dame    | Nicholas C. Chryssopoulos                                                                         | Neuf salles d'exposition entourent un atrium qui rappelle les théâtres antiques. |       |
| Guyane et Barbade                           | Pavillon national   | Île Notre-Dame    | George F. Eber                                                                                    | Le pavillon est formé d'une série de structures hexagonales sur pilotis construites à partir de matériaux des deux pays regroupés, la Guyane et la Barbade.                                                                                         |       |
| Habitat 67                                  | Complexe immobilier | Cité du Havre     | Moshe Safdie                                                                                      | Proposition futuriste de logements pré-construits et assemblés. |       |
| Haïti                                       | Pavillon national   | Île Notre-Dame    | Cabinet Jodoin, Lamarre, Pratte, Carrière                                                         | Pavillon blanc doté d'une terrasse sous le thème Terre de soleil. |       |
| Hospitalité                                 | Pavillon thématique | Cité du Havre     | Cabinet Marshall et Merrett, Stahl, Elliott et Mill                                               | Le pavillon de l'Hospitalité est destiné aux femmes et à leurs familles sur le thème Terre des Femmes. |       |
| Île Maurice                                 | Pavillon national   | Île Notre-Dame    | Cabinet Boullé, Lagesse, Schaub                                                                   | Bâtiment en forme de tente recouvert de fibre de verre. |       |
| Inde                                        | Pavillon national   | Île Notre-Dame    | M. M. Rana                                                                                        | Bâtiment de forme rectangulaire en bois de teck, bois de rose, bois de santal, pierre, grès rose et marbre blanc, reflet de la grande diversité du pays.                                                                                            |       |
| Pavillon des Indiens du Canada              | Pavillon thématique | Île Notre-Dame    | J. W. Francis                                                                                     | Le pavillon réunit les diverses caractéristiques des groupes indiens du Canada. La structure principale rappelle le wigwam traditionnel. Un totem est érigé à ses côtés.                                                                            |       |
| Industries du Québec                        | Pavillon thématique | Cité du Havre     | Jean Grondin                                                                                      | Pavillon de fibre de verre regroupant 165 industries et municipalités du Québec. |       |
| Iran                                        | Pavillon national   | Île Sainte-Hélène | A. A. Farmanfarmaelan et P. Moayed-Ahd                                                            | Le bâtiment évoque l'architecture persane traditionnelle avec une colonnade recouverte de céramique bleue peinte de motifs de fleurs et d'oiseaux.                                                                                                  |       |
| Italie                                      | Pavillon national   | Île Notre-Dame    | Cabinet C. Argan, G. Franci, Passarelli, Zevi, Bruno                                              | Un grand toit incliné recouvre des structures indépendantes consacrées aux différents secteurs du pavillon. |       |
| Israël                                      | Pavillon national   | Île Notre-Dame    | Cabinet A. Sharon, D. Reznik et E. Sharon                                                         | Assemblage de cubes laissant entrer la lumière à son sommet. Le pavillon est entouré d'un jardin rappelant les paysages bibliques. |       |
| Jamaïque                                    | Pavillon national   | Île Notre-Dame    | Cabinet Bryan-Elliot                                                                              | Le pavillon évoque les anciens magasins ruraux du pays. |       |
| Japon                                       | Pavillon national   | Île Sainte-Hélène | Yoshinobu Ashihara                                                                                | Le pavillon est divisé en trois sections amalgamant la technologie moderne et la culture traditionnelle japonaise. |       |
| Jeunesse                                    | Pavillon thématique | La Ronde          |                                                                                                   | Le pavillon regroupe une douzaine de structures dédiées à 33 organismes de jeunesse canadiens. |       |
| L’Homme et la musique                       | Pavillon thématique | Cité du Havre     | Cabinet Desgagné et Côté                                                                          | Le pavillon des Jeunesses musicales du Canada abrite des studios et des aires d'exposition sur le thème L'Homme et la musique. |       |
| Judaïsme                                    | Pavillon national   | Île Notre-Dame    | Harry Stilman                                                                                     | Le pavillon de forme rectangulaire est consacré aux principes du judaïsme en tant que religion et philosophie de la vie. |       |
| Kaléidoscope                                | Pavillon commandité | Île Notre-Dame    | Institute of Design, Waterloo et Irving Grossman                                                  | Pavillon de forme circulaire entouré de lamelles reproduisant le spectre des couleurs et dédié au thème de L'Homme et la couleur. |       |
| Kodak                                       | Pavillon thématique | Île Notre-Dame    | John B. Parkin et John C. Parkin                                                                  | Pavillon de la compagnie Kodak Canada consacré à la photographie. |       |
| L'Homme à l'oeuvre                          | Pavillon thématique | Île Notre-Dame    | Cabinet Affleck, Desbarats, Dimakopoulos, Lebensold et Sise                                       | Pavillon thématique regroupant les thèmes suivants : L'Homme, sa vie, sa santé; L'Homme, la planète et l'espace; L'Homme et les régions polaires; L'Homme et la mer.                                                                                |       |
| L'Homme dans la cité                        | Pavillon thématique | Cité du Havre     | Cabinet Erikson et Massey                                                                         | Pavillon en treillis de poutres de bois, sur le thème de la relation de l'Homme et de la ville. |       |
| L'Homme et l'agriculture                    | Pavillon thématique | Île Notre-Dame    | Cabinet Longpré, Marchand, Goudreau, Dobush, Stewart et Bourke                                    | Neuf bâtiments disposés autour d'un jardin circulaire de plates-bandes et entourés de canaux. |       |
| L'Homme interroge l'univers                 | Pavillon thématique | Île Sainte-Hélène | Cabinet Affleck, Desbarats, Dimakopoulos, Lebensold et Sise                                       | Pavillon thématique regroupant les thèmes suivants : Les ressources de l'homme; Le progrès; L'apprenti-sorcier; L'Homme et la mer. |       |
| Labyrinthe                                  | Attraction          | Cité du Havre     | Cabinet Bland, Lemoyne et Shine                                                                   | Conçu pour la production multi-écrans ONF Dans le labyrinthe, adaptation de la légende du Minotaure. |       |
| Maison Châtelaine                           | Pavillon thématique | Île Notre-Dame    | Gustavo da Roza                                                                                   | Maison de deux étages conçue pour la vie familiale sur le thème de L'Homme et son foyer. |       |
| Maison Olympique                            | Pavillon thématique | Cité du Havre     | Cabinet Chadwick, Pope et Edge                                                                    | Pavillon sous l'égide de L'Association Olympique du Canada sur le thème L'homme au jeu. Une sculpture du coureur Paavo Nurmi orne le parvis. |       |
| Mexique                                     | Pavillon national   | Île Notre-Dame    | Antonio Garcia Corona, Leonardo Favela Rey, Frederico Muggenburg                                  | Pavillon en forme de coquillage entouré d'un jardin exposant des reproductions artistiques du passé mexicain. |       |
| Monaco                                      | Pavillon national   | Île Notre-Dame    | Cabinet Papineau, Gérin-Lajoie, Leblanc                                                           | Ensemble de cylindres ocres et blancs qui s'emboîtent les uns dans les autres, bordant un canal et entourant un jardin et un cinéma. |       |
| Nations unies                               | Pavillon thématique | Île Notre-Dame    | Eliot Noyes                                                                                       | Le drapeau des Nations unies et ceux des membres de l'organisation entourent un bâtiment circulaire en béton, acier et verre. |       |
| OCDE                                        | Pavillon thématique | Île Notre-Dame    |                                                                                                   | Pavillon de l'Organisation de coopération et de développement économique sur le thème de la coopération internationale et la croissance économique.                                                                                                 |       |
| Ontario                                     | Pavillon national   | Île Notre-Dame    | Cabinet Fairfield et DuBois (en)                                                                  | Bâtiment formé de plusieurs éléments pyramidaux agencés en fibre de verre et en vinyle, dressés sur une structure métallique. |       |
| Pâtes et papiers                            | Pavillon thématique | Île Notre-Dame    | Peter M. Acres                                                                                    | Pavillon de l'Association canadienne des producteurs de pâtes et papiers symbolisant une forêt stylisée sur le thème de la Beauté et utilité de la forêt.                                                                                           |       |
| Pays arabes                                 | Pavillon national   | Île Notre-Dame    |                                                                                                   | Ensemble de pavillons juxtaposés mettant en valeur leurs caractères communs. Les pays représentés sont l'Algérie, le Koweït, le Maroc et la République Arabe unie.                                                                                  |       |
| Pays-Bas                                    | Pavillon national   | Île Sainte-Hélène | Eykelenboom et Middelhoek                                                                         | Le pavillon de trois étages est formé de tubes d'aluminium entrelacés. |       |
| Place des Nations                           | Agora               | Île Sainte-Hélène | André Blouin                                                                                      | Vaste agora et amphithéâtre dédié à des événements et des spectacles. |       |
| Polymer                                     | Pavillon thématique | Île Sainte-Hélène | R. J. Thom                                                                                        | Pavillon de la compagnie Polymer construit en béton aux lignes stylisées et recouvert de caoutchouc synthétique, sur le thème de la curiosité. |       |
| Provinces atlantiques                       | Pavillon national   | Île Notre-Dame    | Cabinet Duffus, Romains, Single et Kundzins                                                       | Pavillon des provinces atlantiques, Nouvelle-Ecosse, Nouveau-Brunswick, Île-du-Prince-Edouard et Terre-Neuve, surplombé par un grand toit en porte-à-faux.                                                                                          |       |
| Provinces de l'Ouest                        | Pavillon national   | Île Notre-Dame    | Cabinet Beatson Stevens                                                                           | Pavillon des provinces de l'Ouest, Manitoba, Saskatchewan, Alberta, Colombie Britannique, recouvert de bardeaux de cèdre et symbolisant les richesses naturelles des provinces.                                                                     |       |
| Québec                                      | Pavillon national   | Île Notre-Dame    | Cabinet Papineau, Gérin-Lajoie, Leblanc et Durand                                                 | Le pavillon est un cube aux parois inclinées en verre, reflétant l'environnement extérieur durant le jour et laissant voir l'intérieur la nuit venue.                                                                                               |       |
| Scandinavie                                 | Pavillon national   | Île Sainte-Hélène | Erik Herlow, Tormod Olesen, Jaakko Paatela, Skarphedin Johanson, Otto Torgersen, Gustaf Lettström | Le pavillon est l'œuvre conjointe d'architectes des cinq pays scandinaves, Danemark, Finlande, Islande, Norvège et Suède. |       |
| Scoutisme                                   | Pavillon thématique | Île Sainte-Hélène | Cabinet Bland, Lemoyne, Shine                                                                     | Pavillon du Centre international du Scoutisme en forme de tente soutenue par huit piliers. |       |
| Sermons de la science                       | Pavillon thématique | Île Notre-Dame    | George F. Eber                                                                                    | Le pavillon est un cube aux parois inclinées en verre, reflétant l'environnement extérieur durant le jour et laissant voir l'intérieur la nuit venue.                                                                                               |       |
| Suisse                                      | Pavillon national   | Île Sainte-Hélène | Werner Gantenbein                                                                                 | De forme cubique irrégulière, le pavillon superpose un étage entièrement recouvert de cèdre rouge sur un étage entièrement vitré. |       |
| Tchécoslovaquie                             | Pavillon national   | Île Notre-Dame    | Miroslav Řepa, Vladimír Pýcha                                                                     | Pavillon de deux étages, le premier en verre et le second recouvert de panneaux de céramique vitrifiée. |       |
| Téléphone                                   | Pavillon thématique | Île Sainte-Hélène | Cabinet David, Barott, Boulva                                                                     | Pavillon de l'Association du téléphone du Canada sur l'histoire des communications au Canada. |       |
| Thaïlande                                   | Pavillon national   | Île Notre-Dame    | Chamlong Yordying                                                                                 | Bâtiment d'architecture traditionnelle thaïlandaise constitué d'un temple bouddhiste, réplique d'un sanctuaire du XVIIIe siècle. |       |
| Trinidad, Tobago, Grenade                   | Pavillon national   | Île Notre-Dame    | Peter Bynoe, F. A. Dawson                                                                         | Bâtiment d'acier, de bois et de toile peinte qui symbolise l'harmonie et la diversité culturelle de ces pays. |       |
| Tunisie                                     | Pavillon national   | Île Notre-Dame    | Cabinet Haddad et Marney                                                                          | Édifice rectangulaire reposant sur une base recouverte d'une céramique de Nabeul et sur un bassin. |       |
| URSS                                        | Pavillon national   | Île Notre-Dame    | Mikhaïl Possokhine                                                                                | Vaste pavillon vitré recouvert d'un toit incurvé, symbolisant l'essor de l'URSS et son cinquantième anniversaire (1917-1967). |       |
| Venezuela                                   | Pavillon national   | Île Notre-Dame    | Carlos Raúl Villanueva                                                                            | Pavillon constitué de trois cubes de 14 mètres, peints de couleurs vives en jaune, en noir, en vert, en bleu et en rouge. |       |
| Vie économique                              | Pavillon thématique | Île Notre-Dame    | Cabinet Menkes et Webb                                                                            | Pavillon de 24 grandes entreprises canadiennes réunies dans la Fondation économique canadienne dédiée à la Vie économique. |       |
| Yougoslavie                                 | Pavillon national   | Île Notre-Dame    | Miroslav Pešić                                                                                    | Pavillon constitué de sept triangles juxtaposés symbolisant la diversité nationale de la Yougoslavie. |       |
| Yukon                                       | Pavillon national   | Cité du Havre     |                                                                                                   | Pavillon du territoire du Yukon. |       |